# Археологическо ниво на базиликата „Света София“
Археологическото ниво на базиликата „Света София“ е музеен обект, филиал на Регионалния исторически музей – София.

## Експозиция
Експозицията на музейното ниво на базиликата „Св. София“ е от типа in situ и включва десетки гробни съоръжения от периода III – V в., които са част от източния некропол на античния град Сердика и са разположени на площ от 605 м2. Представени са различни характерни за Античността примери от гробничната архитектура – зидан гроб с плоско каменно покритие, зидан гроб с полуцилиндрично засводен свод – фамилен тип гробница, цистов гроб, саркофаг, както и основите на три по-ранни църкви.
Някои от гробниците са със следи от стенописи, като най-богато стенописана е гробница № XVI/1910 г., изрисувана с червен, зелен, жълт и черен цвят. Върху стените са изобразени четвъртити полета, които имитират мраморната облицовка на един заможен римски дом, а върху свода небрежно са стенописани множество цветя – макове (символ на вечния сън и безкрая).
Част от експозицията в археологическото ниво на базиликата „Св. София“ са и основите на по-рано съществувалите на същото място три по-малки църкви. Първата датира от началото на IV в., когато след Сердикийския едикт на император Галерий от 311 г. и Медиоланския едикт от 313 г. християнството е признато за една от официалните в Римската империя религии. Тя е била застлана с многоцветни мозаечни пана, които днес могат да бъдат видени в музейното ниво на оригиналното им място. Едно от паната (разположеното в олтара) е известно с името „Рай“, защото представя картина от Райската градина – в обекта се намира негово 3D изображение, а оригиналът е част от постоянната експозиция на Националния археологически музей.
Мозайката „Рай“ е един от най-забележителните примери на мозаечното изкуство от периода на Късната античност. На нея чрез техниката opus tessellatum са изобразени две кипарисови дървета – символ на вечността, стабилността, на женското и мъжкото начало, а между тях – купел за свето кръщение, заобиколен от райски птици.
В края на IV и в началото на V в. последователно са изградени две нови църкви – всяка следваща все по-голяма от предишната, а в края на V – началото на VI в. е построена и най-голямата – базиликата „Св. София“, под пода на която днес се намира подземният музей.

## Местоположение
Частта от некропола, попадаща под храма – символ на столицата – базиликата „Св. София“, се намира на върха на хълма източно от ядрото на античната крепост Сердика. Затова там впоследствие е построена и първата църква от началото на IV в., както и останалите няколко, включително действащият храм. Днес мястото попада в сърцето на съвременния град София – между сградите на Народното събрание, Българската академия на науките, Светия Синод и Столичната община, на по-малко от стотина метра пред храм-паметника „Св. Александър Невски“.
Непосредствено до южната страна на базиликата „Св. София“ се намира паметникът на Незнайния войн, зад нея е гробът на „патриарха на българската литература“ Иван Вазов, чийто паметник е поставен в градината пред входа на църквата; в градината има и паметник на българския цар Самуил.

## История на проучванията
Началото на проучванията в подподовото пространство на базиликата „Св. София“ е поставено от Вацлав Добруски – един от основоположниците на българската археология. През 1893 г. под срутената апсида на храма той разкрива един правоъгълен гроб, облицован отвътре с тънки мраморни плочи. Между главите на двамата погребани в него В. Добруски намира малък сребърен реликварий. Южно от този гроб той проучва и мозаечното пано „Рай“, от олтара на първата църква, издигната в некропола в началото на IV в.
Първите системни разкопки в границите на източния Сердикийски некропол – в пространството под пода на базилика „Св. София“ и около нея, са реализирани от проф. Богдан Филов. През 1910 – 1911 г. той разкрива общо 34 сводови гробници и зидани гробове, като две от гробниците са със стенописана украса (едната от двете днес е експонирана в археологическото ниво на базилика „Св. София“ и е достъпна за посетителите).
На запад от разкритата от В. Добруски през 1893 г. мозайка „Рай“, Б. Филов регистрира наличието на още две мозаечни пана, изпълнени в различен стил – предимно геометричен, разположени в допълнително удължен на запад участък, представляващ следващ строителен период на тази най-стара църква в некропола от IV в. На по-високо ниво от тях археологът установява съществуването на втори мозаечен под, който се отнася към следваща по-късна църква от началото на V в.
През 1930 г. Сергей Покровский – тогава уредник в Народния археологически музей (днес Национален археологически институт с музей на БАН), проучва още един фрагмент мозайка от пода на най-старата църква, състоящ се от по-малки пана с различни мотиви (след продължителна реставрация днес те могат да се видят в археологическото ниво на базиликата).
През 1989 г. във връзка с прокарването на подземни кабелни комуникации, близо до северозападния ъгъл на базилика „Св. София“ Дора Димитрова регистрира нова гробница със стенописи. Гробницата е сводова и представлява забележителна културна ценност, поради наличието вътре на надписи. На четирите ѝ стени са изобразени общо 6 латински кръста, заобиколени от растителни мотиви, а над тази композиция се развива латински надпис, който гласи: „† HONORIUS SERVUS XP(ІΣТ) I / ∂ЄUS / ∂OmINUS / S(an) C(ti)“, с вероятно тълкувание: „† Хонорий, раб Христов (= раб Божи), Слава на Отца и Сина и Светия Дух“.
През 2002 г. гробницата на Хонорий е окончателно допроучена и документирана от екип археолози на Софийския исторически музей (по-късно Музей за история на София, днес Регионален исторически музей – София), а от 2014 г. тя е достъпна за посещение в специално изграден комплекс пред базиликата „Св. София“.
През последното десетилетие на XX в., успоредно с началото на реализирането на идеята за експониране на останките в подподовото пространство на базилика „Св. София“, се провеждат още няколко археологически кампании. През 1997 г. Константин Шалганов има възможността да проучи пластовете, запечатани от подовата мозайка на най-старата църква в некропола. До мраморен подиум за олтарна маса от по-ранен етап той разкрива малко двукамерно „гробче“, съдържащо във всяка от камерите сребърен реликварий, в единия от които има човешки зъб, а в другия – органична материя. Реликвариите вероятно са принадлежали на мъченици – покровители на мястото, превърнало се в свещен център за векове напред.
В началото на XXI в. разкопките в некропола при базиликата продължават от археолози на Софийския исторически музей (днес Регионален исторически музей – София), Проучени са още няколко неизвестни до този момент късноантични гробни съоръжения, които също са експонирани в археологическото ниво на базилика „Св. София“.

## Откриване
Проект за реставрация, консервация и експониране на над- и подподовото пространство на базиликата „Св. София“ е в ход от 1991 г.. След най-новите археологически изследвания, проведени в края на ХХ и началото на ХXI в., през 2013 г. стана възможно финализирането на проекта, като по този начин се изпълни целия цикъл от проучването до последващата адаптацията и социализацията на архитектурно-археологическия комплекс под базиликата. Финансовите средства за осъществяване на замисъла са предоставени от Министерски съвет чрез Дирекцията по вероизповедания и Министерство на културата – като бенефициент по ОП „Регионално развитие“ към Министерството на регионалното развитие. Архитектурният проект за адаптация и експониране на археологическите разкопки е дело на арх. Васил Китов, който е автор и на част от интериорното оформление.
Музейното археологическо ниво официално е отворено за посетители на 24 май 2013 г.. С Решение на Столичния общински съвет от същата година то е предадено за управление на Музея за история на София (днес Регионален исторически музей – София)